# Паоло Бетини
Паоло Бетини (на италиански: Paolo Bettini) е италиански колоездач, роден на 1 април 1974 година в Чечина, провинция Ливорно в област Тоскана. Той е шампион по колоездене в отбор от протур системата „QuickStep“. Печели златен медал на Олимпиадата в Атина през 2004 година, два пъти световен шампион през 2006 и 2007 година. Печелил е UCI Road World Cup 3 пъти съответно през 2002, 2003 и 2004 година, също така е печелил етапни победи в Обиколката на Франция (Tour de France), Обиколката на Италия (Giro d'Italia) и Обиколката на Испания (Vuelta a España).

## Кариера
Професионални отбори, за който се е състезавал:
- 1997 – MG-Technogym
- 1998 – Asics
- 1999 – 2002 – Mapei
- 2003 – QuickStep-Innergetic